# المجمع الفاتيكاني الثاني

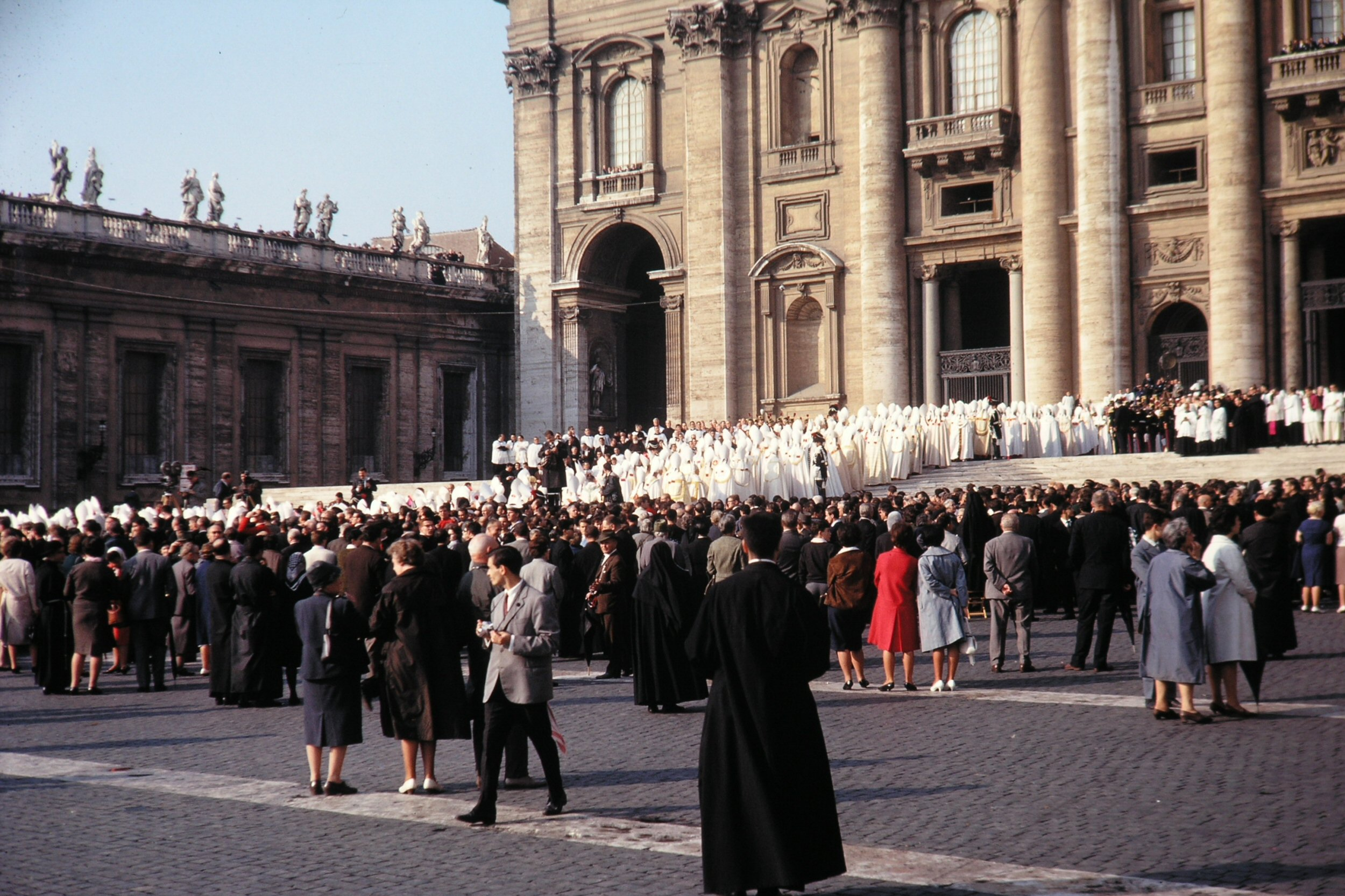
افتتاح المجمع الفاتيكاني الثاني

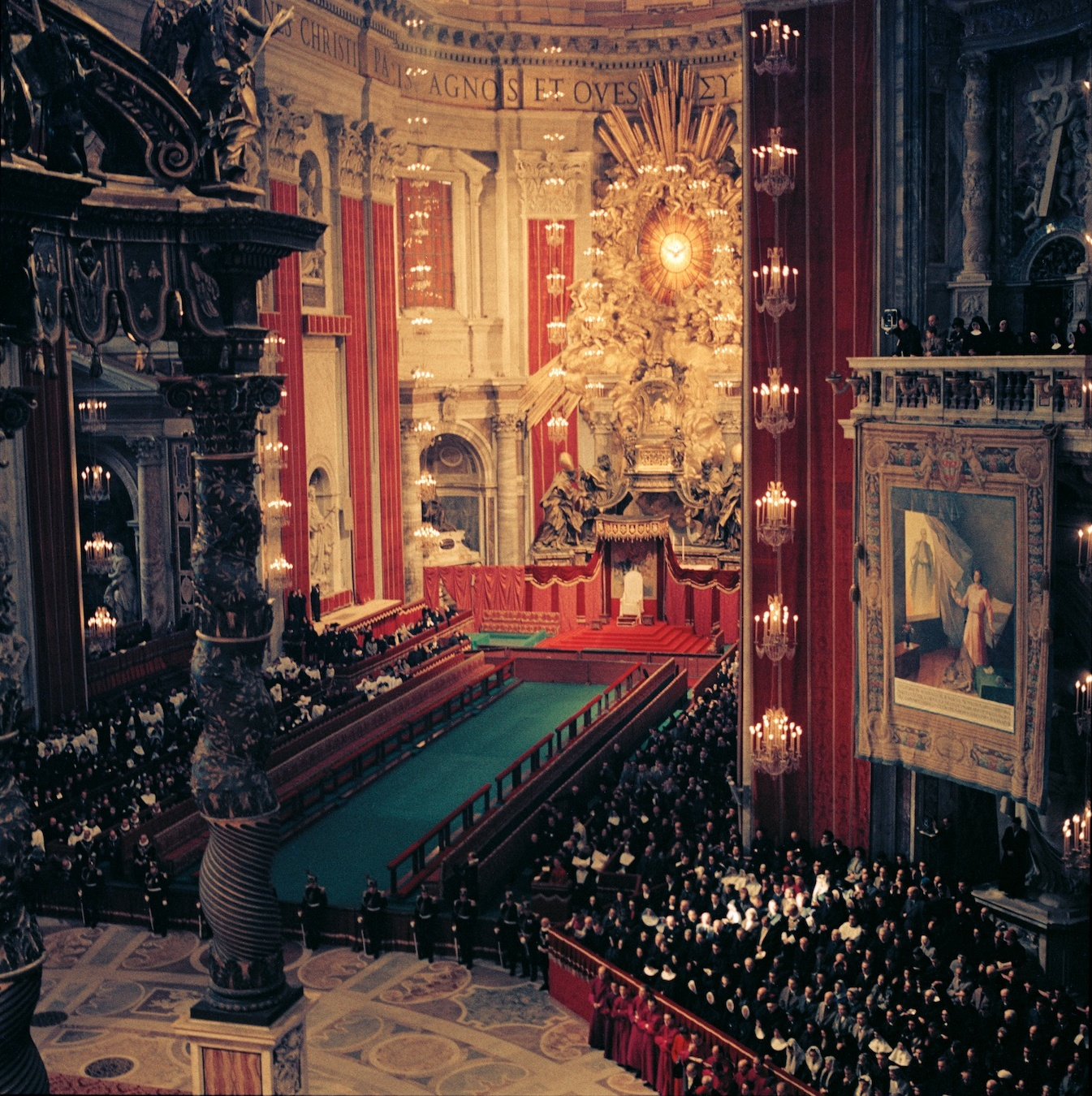
صور من المجمع الفاتيكاني الثاني.

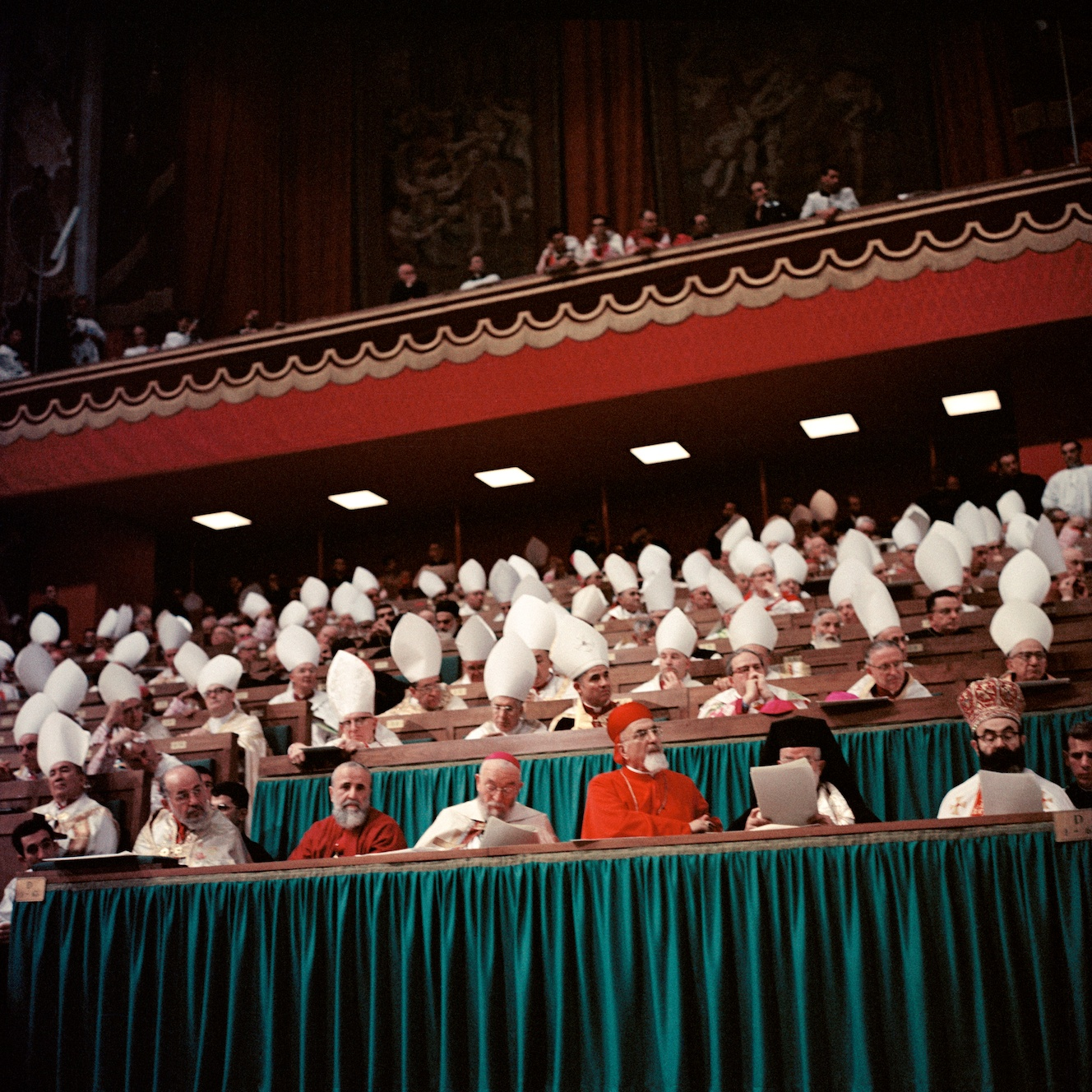
صور من المجمع الفاتيكاني الثاني.

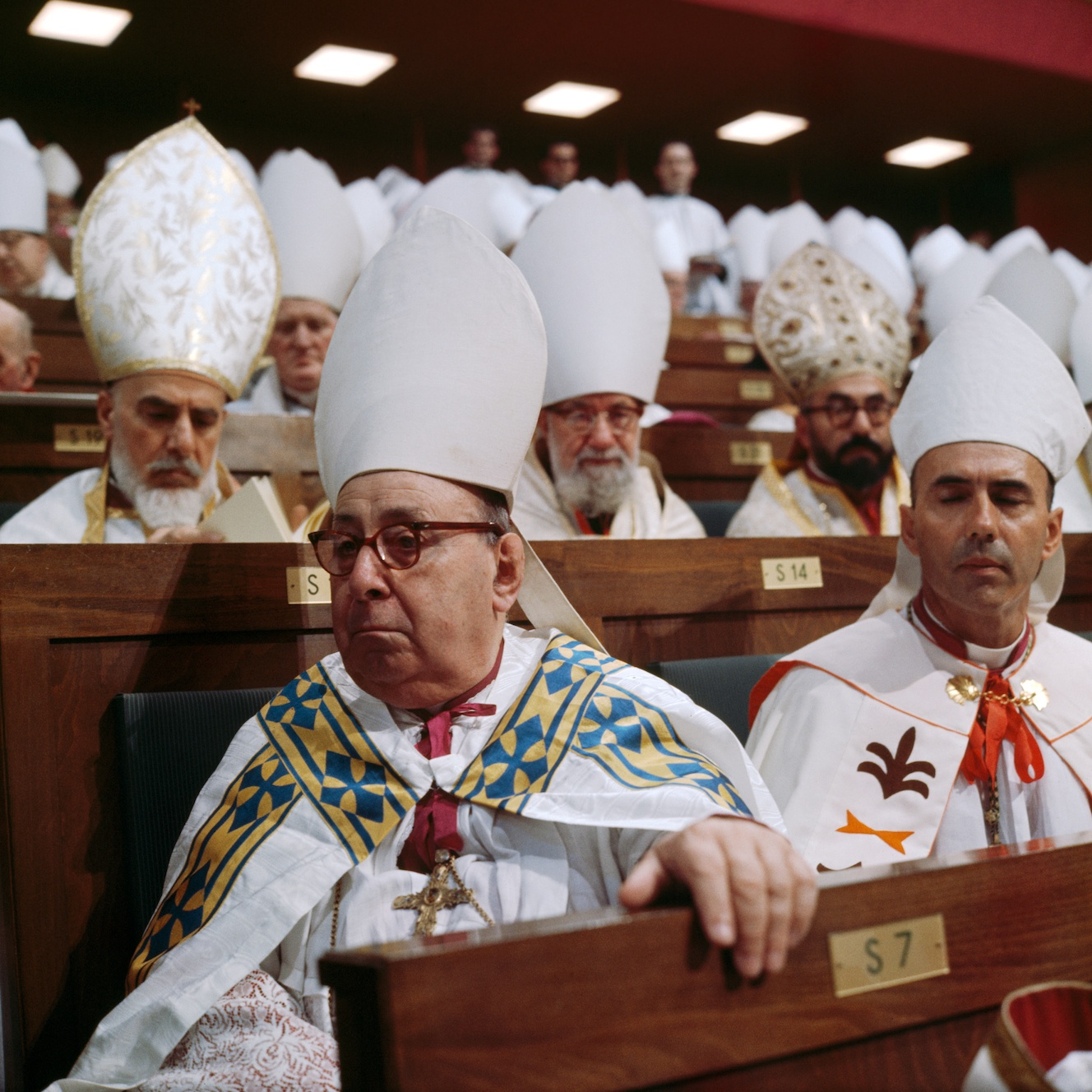
صور من المجمع الفاتيكاني الثاني.

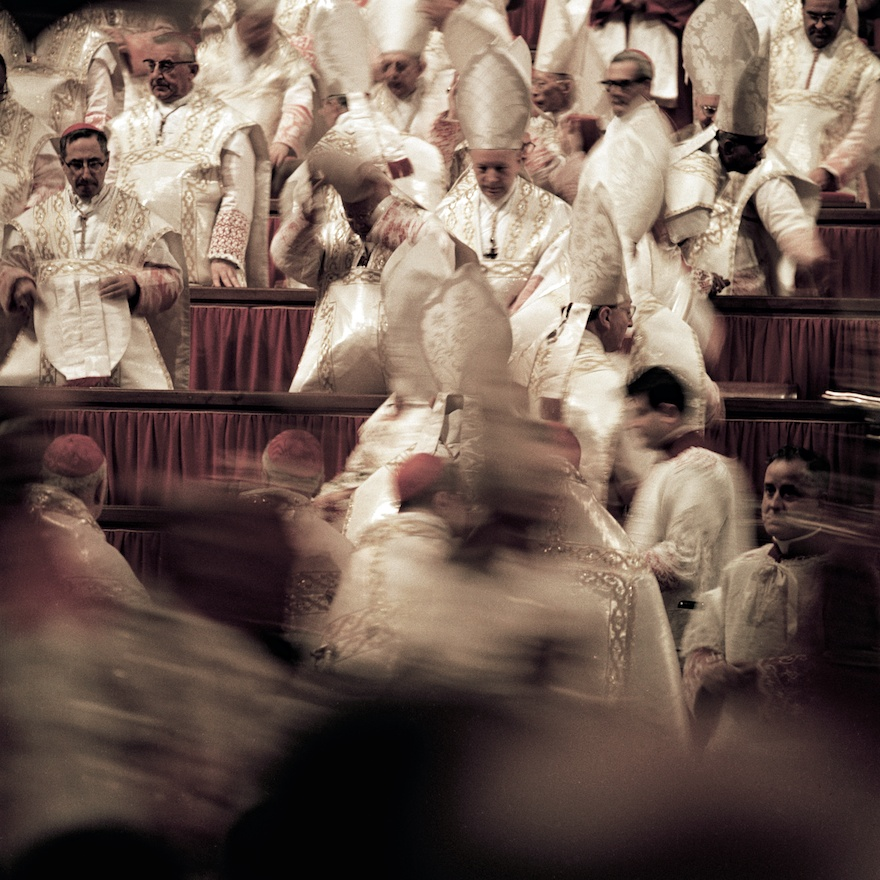
صور من المجمع الفاتيكاني الثاني.

المجمع الفاتيكاني الثاني هو مجمع كنسي كاثوليكي يعتبر بحسب الكنيسة الكاثوليكية المجمع المسكوني الحادي والعشرون. انعقد بدعوة من البابا يوحنا الثالث والعشرون  بين عامي 1962 و1965 ، وصدر عنه جملة من المقررات والمراسيم والدساتير، مكملاً ما عجز المجمع الفاتيكاني الأول عن إنجازه  بسبب سقوط روما بيد الثوار عام 1870 مما أدى لوقف أعماله آنذاك. تمخض عن المجمع إصلاحات مختلفة في جسم الكنيسة كان أبرزها التخلي عن استعمال اللاتينية في الصلاة وإبدالها باللغات المحلية، والإقرار بالحركة المسكونية وغيرها.

## الإعلان والأهداف
الإعلان عن هذا المجمع جاء على لسان البابا يوحنا الثالث والعشرون  خلال خطبة ألقاها بتاريخ 25 يناير/كانون الثاني 1959 بعد تسعين يوماً من انتخابه للسدة البابوية ، حيث صرح هذا الأخير عن نيته دعوة أساقفة الكاثوليك في العالم أجمع للحضور إلى الفاتيكان لعقد مجمع مسكوني جديد. وبعكس المجامع السابقة لم تكن غاية المجمع الفاتيكاني الثاني تفنيد بدعة ما أو البت في مسألة تأديبية معينة ، ولكن بحسب كلمة البابا الافتتاحية فقد كان الهدف من هذا المجمع «إزالة تجاعيد الهَرَم (الشيخوخة) من وجه الكنيسة، وإعادة بهائها وشبابها إليها» ، فكانت أهدافه المعلنة تجديد الكنيسة الكاثوليكية روحياً وتحديد موقفها من قضايا العالم المعاصر المختلفة.
بشكل عام يمكن تلخيص أهداف المجمع في النقاط الخمس التالية:
1. تطوير علاقات إيجابية للكنيسة الكاثوليكية مع العالم الحديث.
2. التخلي عن نظام الحروم القاسي أناثيما (كلمة) المستعمل في المجامع السابقة.
3. التأكيد على حقوق الإنسان الأساسية بما يتعلق بالحرية الدينية.
4. التأكيد على أن الحقائق الأساسية تُعلم أيضاً في ديانات ومذاهب غير الكاثوليكية.
5. إصلاح الروحانية الكاثوليكية والسلطة الكنسية.

## مراحل المجمع
تم تكوين لجان تحضيرية للمجمع بتاريخ 5 يونيو/حزيران 1960 بالإضافة إلى أمانتي سر. وافتتحت أعماله يوم 11 أكتوبر/تشرين الثاني 1962 واختتمت بتاريخ 8 ديسمبر/كانون الأول 1965، وحضره أكثر من 2600 أسقف من مختلف أنحاء العالم، إضافة إلى مراقبين من الكنائس البروتستانتية والأرثوذكسية الشرقية والمشرقية.

### المرحلة الأولى
بدأت بتاريخ 11 أكتوبر/تشرين الثاني 1962، كان فاتحتها كلمة للبابا يوحنا الثالث والعشرون. انتهت تلك المرحلة بوفاة البابا بتاريخ 3 يونيو/حزيران 1963.

### المرحلة الثانية
اشتملت على الجلستين الثانية والثالثة من 29 سبتمبر/أيلول 1963 حتى 4 ديسمبر/كانون الأول من نفس العام، ونتج عنها دستور عن الليتورجيا الكنسية ومرسوم حول إعلام التواصل الاجتماعي.

### المرحلة الثالثة
ضمت الجلستين الرابعة والخامسة من 14 سبتمبر/أيلول 1964 إلى يوم 21 نوفمبر/تشرين الثاني من نفس العام. خرج عنها الدستور العقائدي حول الكنيسة، ومرسوم عن المسكونية وعن الكنائس الكاثوليكية الشرقية، وأعلنت فيها مريم العذراء «أماً للكنيسة».

### المرحلة الرابعة
بدأت بتاريخ 14 سبتمبر/أيلول 1965 مع الجلسة السادسة وانتهت بتاريخ 7 ديسمبر/كانون الأول 1965 مع الجلسة التاسعة. افتتح بولس السادس هذه المرحلة بإعلانه عن عمله على تشكيل مجمع أسقفي مهمته مساعدة البابا بإدارة الكنيسة. كما صدر عنها أيضاً دستور عقائدي حول الإعلان الإلهي ودستور رعوي عن الكنيسة في العالم المعاصر، بالإضافة لمراسيم تتعلق بوظيفة الأسقف الرعوية وبالتجديد المناسب للحياة الدينية، وأيضاً مراسيم تتحدث عن التثقيف الكهنوتي وعن خدمة وحياة القساوسة وعن رسولية العلمانيين، وكذلك عن الأنشطة التبشيرية للكنيسة. كما تمخضت المرحلة عن تصريحات تناولت التربية المسيحية والحرية الدينية وعن علاقة الكنيسة مع الأديان الأخرى. وحتى قبل أن يتم اختتام المجمع قام البابا بتشكيل لجان لتضع القرارت المتخذة في حيز التنفيذ. احتفل باختتام المجمع بتاريخ 8 ديسمبر/كانون الأول 1965.

## مواضيع ذات صلة
- المجمع الفاتيكاني الأول
- طريق الموعوظين الجديد
- يوحنا الثالث والعشرون
- في عصرنا

## وصلات خارجية
- الموسوعة العربية المسيحية. وثائق المجمع الفاتيكاني الثاني
- نصوص المجمع الفاتيكاني الثاني من الموقع الرسمي للفاتيكان